# 白若圭
白若圭（1512年—？），原名白若冰，字德純，直隸常州府武進縣人，明朝政治人物。

## 生平
嘉靖十年（1531年）辛卯科順天鄉試第二十名舉人，嘉靖十七年（1538年）中式戊戌科會試第九十一名，二甲第三十八名進士。授兵部職方司主事，升員外郎、禮部郎中。二十四年贬嚴州府推官。

## 佚事
嘉靖末年，有御史徐如圭，外謫入都，投西台舊僚，自稱「道末生」，被人恥笑諂媚，又改為「道棄生」。時任禮部郎中的白若圭諂媚翊國公郭勛，其刺稱「渺渺小學生」。京師有歌謠諷刺二人：「道末道棄，渺渺小學。一樣兩圭，徐如白若。」。

## 家族
曾祖白昂，光祿大夫柱國太子太傅刑部尚書，贈太保，諡康敏；祖父白埈，錦衣衛都指揮同知；父白詔，鴻臚寺序班。嫡母張氏；繼母陳氏、胡氏、蔣氏；母吳氏（1491年-1516年，贈安人）。具慶下。弟白若思（監生）、白若水（監生）、白若泉、白若河，從弟白僖、白偁、白倬、白僡、白儒、白侃、白偉、白啟常、白啟京、白啟詹、白啟嘉。